# Округ Горлице
Округ Го́рлице (нем. Bezirk Gorlice, Го́рлицкий уе́зд, пол. Powiat gorlicki) — административная единица коронной земли Королевства Галиции и Лодомерии в составе Австро-Венгрии, существовавшая в 1867—1918 годах. Административный центр — Горлице.
Площадь округа в 1879 году составляла 8,6319 квадратных миль (496,68 км2), а население 67 214 человек. Округ насчитывал 92 поселений, организованные в 88 кадастровых муниципалитета. На территории округа действовало 1 районный суд — в Горлицах.
После Первой мировой войны округ вместе со всей Галицией отошёл к Польше.